# Харченко Віталій Олегович
Віта́лій Оле́гович Ха́рченко (1995—2024) — старший солдат Збройних сил України, учасник російсько-української війни, що відзначився у ході російського вторгнення в Україну. Герой України (посмертно).

## Життєпис
Народився 14 серпня 1995 у м. Кропивницький. Закінчив місцеву школу № 32, навчався в коледжі економіки і права імені Сая.
У 2017 став до лав Збройних сил України, служив у групі спеціального призначення загону спеціальних операцій полку імені князя Святослава Хороброго на посадах оператора та піхотного снайпера.
Рід час російського вторгнення в Україну воював у Донецькій, Сумській, Харківській та Запорізькій областях.
Загинув 23 січня 2024 поблизу Авдіївки на Донеччині під час виконання бойового завдання.
Поховали 1 лютого 2024 у Кропивницькому на Алеї слави Далекосхідного кладовища.

## Нагороди
- Звання Герой України з удостоєнням ордена «Золота Зірка» (30 вересня 2024, посмертно) — за особисту мужність і героїзм, виявлені у захисті державного суверенітету та територіальної цілісності України, самовіддане служіння Українському народові[3].